# 両国ジャンクション
両国ジャンクション（りょうごくジャンクション）は、東京都墨田区にある首都高速道路のジャンクションである。ジャンクション構造体の大半が隅田川上にあり、橋梁部分は「両国大橋」と呼ばれる。

## 概要
首都高速6号向島線から首都高速7号小松川線が分岐するジャンクションだが、6号向島線江戸橋JCT方面から6号向島線堀切JCT方面・7号小松川線小松川方面のみ接続するハーフジャンクションとなっている。 6号向島線堀切JCT方面と7号小松川線相互は直接連絡していないが、6号向島線江戸橋JCT方すぐ先の箱崎ジャンクションにある箱崎ロータリーを使ってUターンを行うことで行き来が可能。
上り方面の合流は6号線・7号線ともに走行車線が2車線から1車線ずつ（いずれも右車線減少）に絞られる構造となっており、渋滞が発生しやすい。
当JCTの東側付近で、内環状線が7号小松川線に接続する構想があり、付近には準備構造もあるが、内環状線計画は具体化に至っていない。

## 隣
首都高速6号向島線
箱崎JCT/(601,602)箱崎出入口/(604)浜町出入口/(603)清洲橋出口/箱崎PA - 両国JCT - (605)駒形出入口
首都高速7号小松川線
両国JCT - (701,702)錦糸町出入口/TB

## ギャラリー

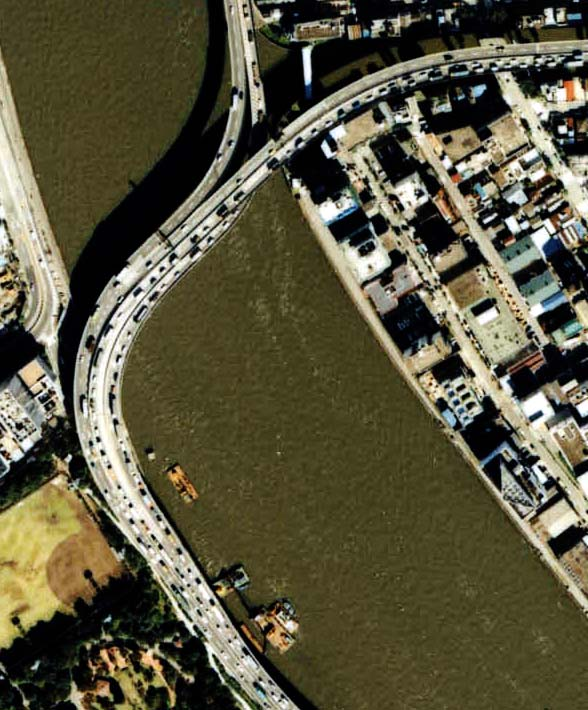
両国JCTの航空写真
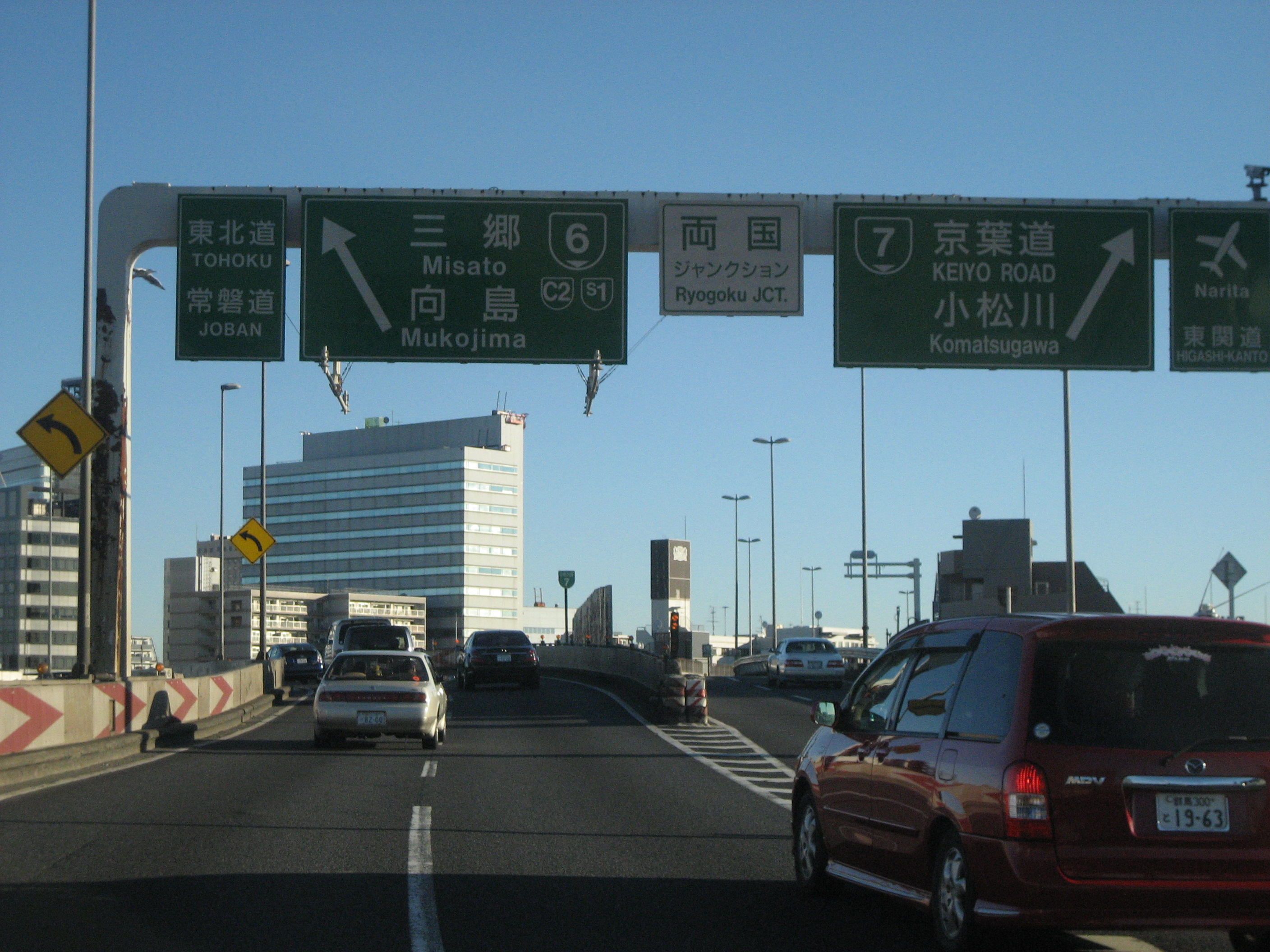
両国JCT 小松川線と分岐付近